# اسپایسی تونا رول

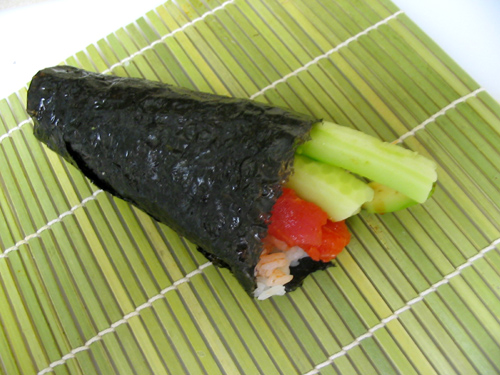
اسپایسی تونا رول به شکل ته‌ماکی (رول قیفی)

اسپایسی تونا رول (به انگلیسی: Spicy tuna roll) یکی از انواع ماکی‌زوشی که در آمریکا ابداع شده‌است و امروزه در سطح جهانی پراکنده شده‌است. داخل سس مایونز ادویه‌های مختلف مانند تاباسکو (ادویه تند)، رایو (نوعی سس روغنی شمال ادویه و سیر)، چیلی سس ریخته می‌شود سپس ماهی تن یا هاماچی و همچنین انواع مختلف نتا در این سس خوابانده شده و در داخل رول قرار می‌گیرد. این نوع رول در کشورهای مختلف با مواد گوناگونی تهیه می‌شود. در کشور ایسلند از کیمچی و در آمریکا از سس مخصوصی به نام سوری راچا سس که نوعی سس تند آسیایی حاوی سیر است، استفاده می‌شود.